# Миндя
Миндя (болг. Миндя) — село в Болгарии. Находится в Великотырновской области, входит в общину Велико-Тырново. Население составляет 249 человек (2022).

## Политическая ситуация
В местном кметстве Миндя, в состав которого входит Миндя, должность кмета (старосты) исполняет Иван Петров Иванов (Союз демократических сил (СДС)) по результатам выборов правления кметства.
Кмет (мэр) общины Велико-Тырново — Румен Рашев (независимый) по результатам выборов в правление общины.